# فاست کامیکس
فاست کامیکس یک ناشر بسیار قدیمی است که در سال ۱۹۳۹ کار خود را با انتشار کتابهای کودکان آغاز کرد. سپس با عنوانی به نام Thrill Comics که توسط نویسنده ای به نام «بیل پارکر» و طراحی بنام «سی.سی.بک» خلق شد، وارد صنعت کمیک بوک شد. سپس با شماره ۲ از Whiz Comics یکی از معروفترین و تاریخی‌ترین شخصیتهای دنیای کمیک را خلق کرد «کاپیتان مارول» که امروزه بنام «شزم» می‌شناسیم و ربطی به کاپیتان مارول در دنیای مارول کامیکس ندارد… البته این شرکت با کمیک Sweethearts که در ژانر رومانتیک بود نیز بسیار خوش درخشید. در نهایت کاپیتان مارول محبوب شد، حتی محبوب تر از سوپرمن! و همین باعث شد که دی سی کامیکس از فاست کامیکس شکایت کند. «چون عقیده داشت که از سوپرمن تقلید شده‌است» البته فاست کامیکس توانست در دادگاه پیروز بشود ولی بخاطر هزینه‌های سنگین دادگاه، و رکود فروش داستانهای ابر قهرمانی در دهه ۱۹۵۰، تصمیم گرفت ابر قهرمانهای خود را به چارلتون کامیکس و دی سی کامیکس بفروشد.
این شرکت در سال ۱۹۸۰ برای همیشه تعطیل شد.